# Saint-Péver
Saint-Péver (tiếng Breton: Sant-Pever) là một xã của tỉnh Côtes-d’Armor, thuộc vùng Bretagne, tây bắc Pháp.